# Noardburgum
Noardburgum est un village situé dans la commune néerlandaise de Tytsjerksteradiel, dans la province de la Frise. Son nom en néerlandais est Noordbergum. Le 1er janvier 2009, le village comptait 2 340 habitants.